# DefRage
DefRage foi uma banda estoniana de metal alternativo formada em 2007 na cidade de Pärnu.

## Integrantes

### Ex-membros
- Argo Ollep - vocal
- Alex Lepajõe - guitarra solo
- Kari Karner - guitarra rítmica
- Kaspar Peterson - baixo
- Andres Arens - bateria